# Орлов, Глеб Борисович
Гле́б Бори́сович Орло́в (род. 13 апреля 2000, Курск, Россия), более известный под ником Sasavot — российский стример, видеоблогер и интернет-персонаж. Один из наиболее популярных русскоязычных стримеров на платформе Twitch.

## Биография
Родился 13 апреля 2000 года в Курске. Вырос в традиционной семье: отец был строгим и требовательным, мать — мягкой и поддерживающей. С детства занимался спортом, интересовался шахматами и шашками.
После окончания девятого класса поступил в колледж по специальности «пожарная безопасность», где активно занимался дзюдо, самбо, каратэ и плаванием. После выпуска отслужил срочную службу в армии, а затем устроился в МЧС России, работая пожарным.

## Карьера

### Начало стриминга
Сначала Орлов увлёкся Twitch во время армейской службы, наблюдая за другими стримерами. В 2021 году он начал вести собственные трансляции, совмещая их с работой в пожарной охране. Первоначально стримил вместе с другом Максимом Spokoynich.
Любимыми играми Sasavot стали Dota 2, Warcraft III, World of Tanks и Counter-Strike 2, однако наибольшую популярность принесли ему стримы в категории Just Chatting.

### «Кишки»
В 2021 году стал одним из основателей стримерского сообщества «Кишки» (или «Купаты»), куда также входили Spokoynich, dasha228play и morphe_ya. Коллектив получил известность благодаря совместным трансляциям, однако в 2024 году Орлов покинул сообщество из-за разногласий.

### Популярность
К 2024 году его канал на Twitch превысил 400 тысяч подписчиков. В дальнейшем Sasavot продолжил стримить соло, при этом участвуя в совместных эфирах с другими популярными блогерами, включая Buster, Evelone192, Stariy_Bog, Recrent и других.
По состоянию на 2025 год канал Sasavot насчитывает более 1,1 миллиона подписчиков, а средний онлайн составляет 15–18 тысяч зрителей. Его максимальный рекордный онлайн превысил 100 тысяч человек.

## Личная жизнь
Подробности личной жизни Орлов предпочитает не афишировать. Известно, что он продолжает поддерживать интерес к спорту и активно взаимодействует с фанатским сообществом в социальных сетях.
1. ↑  sasavot - Twitch. Дата обращения: 17 августа 2025.